# Vereinigte Protestantische Kirche von Belgien

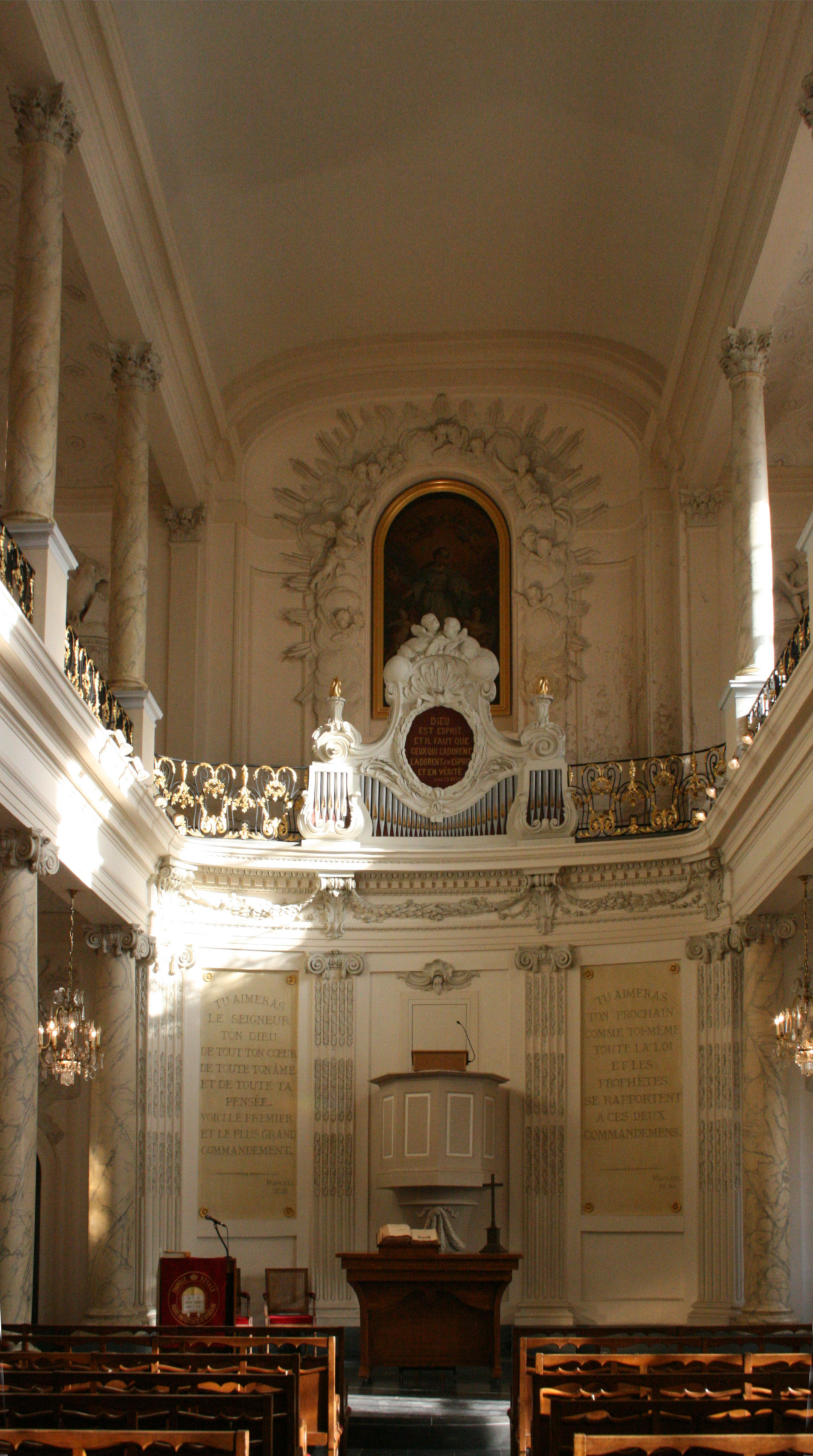
Die Königliche Kapelle im Palais de Charles-Alexandre de Lorraine in Brüssel gehört zur Protestantischen Kirche von Belgien.

Die Vereinigte Protestantische Kirche von Belgien (niederländisch: Verenigde Protestantse Kerk in België (VPKB); französisch: Église Protestante Unie de Belgique (EPUB)) ist eine unierte Kirche in Belgien. Der Sitz der Kirche befindet sich in Brüssel.
Die Kirche ist Mitglied im Ökumenischen Rat der Kirchen, in der Konferenz Europäischer Kirchen (KEK), in der Gemeinschaft Evangelischer Kirchen in Europa (GEKE) und im Weltrat methodistischer Kirchen. Über den Administratieve Raad van de Protestants-Evangelische Eredienst/Conseil Administratif du Culte Protestant-Évangélique ist sie staatlich anerkannt. 
Die Kirche geht auf die Reformationszeit zurück, konnte sich aber wegen der massiven Rekatholisierung in der Zeit der Zugehörigkeit zu Spanien nur als Untergrundkirche etablieren. Erst mit der Gründung des Königreichs Belgien 1830 konnte sie sich frei entfalten. Nachdem sich 1969 durch den Zusammenschluss der Protestantischen Evangelischen Kirche von Belgien und der Belgischen Konferenz der Vereinten Methodistischen Kirche die Protestantische Kirche von Belgien gebildet hatte, entstand die VPKB 1978 durch den Zusammenschluss dieser Kirche mit der Reformierten Kirche von Belgien und der belgischen Gereformeerde Kerken.
Sie hat 45.000 Gemeindeglieder in 110 Gemeinden, darunter 70 wallonische, 35 flämische, 3 deutsch- und 2 englischsprachige, mit 85 Pfarrern (Stand 2018). Als Ausbildungsstätte unterhält sie die Fakultät für protestantische Theologie in Brüssel.
In der Kirche werden Männer und Frauen ordiniert. 2025 wurde mit Pfarrerin Isabelle Detavernier-Blommaert erstmals eine Frau zur Kirchenpräsidentin gewählt. Die Segnung gleichgeschlechtlicher Paare wurde nach längeren internen Diskussionen 2007 den Gemeinden der Kirche freigestellt.